# アルヴィン・グールドナー
アルヴィン・ワード・グールドナー (英：Alvin Ward Gouldner、1920年7月29日 – 1980年12月15日) は、アメリカ合衆国の社会学者。ニューヨーク市で生まれる。
アンティオック・カレッジ (1952-1954) で社会学を教えた後 、セントルイス・ワシントン大学 (1957–1967[要引用]）、バッファロー大学 (1967–1972)で教鞭を執り、the Society for the Study of Social Problemsの会長 (1962)や、アムステルダム大学 (1972–1976) やワシントン大学でも社会学を教えた(1967年より)。